# 爱因斯坦水槽

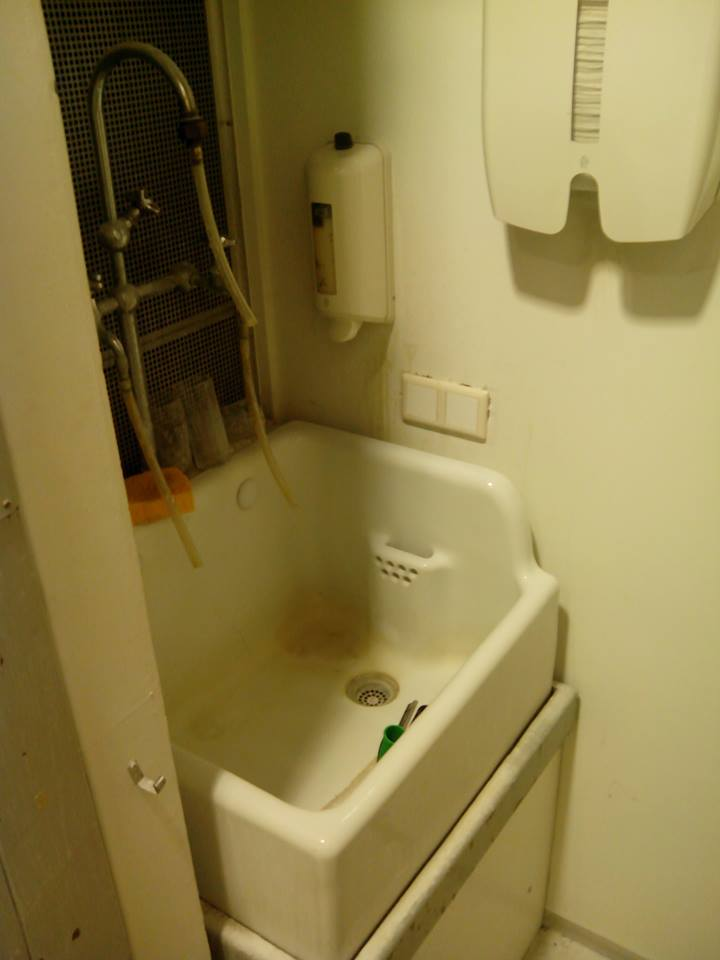

爱因斯坦水槽是一个古董水槽。

## 历史
1920年以来，它一直被莱顿大学物理系使用。最初，水槽位于卡末林·昂内斯图书馆的大讲堂。1977年，物理学家们搬到了莱顿生物科学园，水槽也一同搬到了新的建筑中。现在它依旧位于此处扬·奥尔特大楼裡的De Sitterzaal大讲堂，延续着为来访的著名科学家们洗手的传统。使用过它的人包括保罗·埃伦费斯特、海克·卡末林·昂内斯、亨德里克·洛伦兹以及爱因斯坦本人。最近一些诺贝尔奖得主也使用过它，比如布赖恩·施密特和阿尔贝·费尔。